# Dichterweg
Dichterwege sind Spazier- oder Wanderwege des Literaturtourismus, die zu Wirkungs- und/oder Inspirationsorten von Schriftstellern führen. Dichterwege werden meist mit Schautafeln ausgeschildert, auf denen beispielsweise Gedichte und andere Texte zu lesen sind, um so dem Spaziergänger den Schriftsteller und die Umgebung seines Schaffens näherzubringen. In den letzten Jahren entstanden im deutschsprachigen Raum mehrere Dichterwege, meist angeregt von Heimatmuseen und unterstützt aus Tourismuskreisen.

## Beispiele
- Der Gottfried-Keller-Dichterweg[1] wurde 1995 eröffnet. Er führt von der S-Bahn-Station Glattfelden über den Weiler Schachen ins Dorf Glattfelden. Von dort führt der Weg über den Laubberg zum Aussichtspunkt «Paradisgärtli» mit den «Heidenhöhlen» und zum Kraftwerk Eglisau-Glattfelden. Dem Rhein entlang verläuft der Dichterweg nach Kaiserstuhl und endet bei dem früheren Schloss Schwarzwasserstelz.[2] Die Strecke von der S-Bahn-Station Glattfelden bis zur Bahnstation Kaiserstuhl AG ist etwa 15 Kilometer lang und braucht etwa 4 Stunden Wanderzeit. Die Wanderung kann bei der S-Bahn-Station Zweidlen unterbrochen werden.
- Der Dichterweg „Grüner Junipfad“ in der „Dichterstätte Sarah Kirsch“ in Limlingerode.[3]
- Der Rodensteiner Dichterweg. Er ist ca. 1 km lang und wurde von der Interessengemeinschaft Heimatmuseum Rodenstein in Fränkisch-Crumbach nahe der Burg Rodenstein angelegt.
- Im Oberelsass im Hochvogesenstädtchen Munster (ausgesprochen: Münster) ist am 18. Oktober 2008 der erste elsässische Dichterweg, der „Dichterwaj“ eröffnet worden, wo Tafeln von Gedichten von 29 elsässisch- und deutschsprachigen Elsässer Dichtern auf einem gut zweieinhalbstündigen Wanderweg durchs Städtchen und dem nahegelegenen Wald angebracht sind. Weitere sollen folgen.[4]
- Der Dichter-Musiker-Maler-Weg in der Sächsischen Schweiz.
- Der Heinrich-Heine-Weg, ein 26 Kilometer langer Rundwanderweg über den Brocken.[5]

## Verwandtes
- Auch eine Wasserstraße zwischen Tampere und Virrat in Finnland wird Dichterweg (poetsway) genannt.
- Diverse Straßen in deutschen Orten tragen den Namen Dichterweg.
- Christoph Perels, langjähriger Direktor des Freien Deutschen Hochstifts, schrieb eine Goethe-Biografie namens „Dichterwege“.